# چاراتا (چاکو)
چاراتا (به اسپانیایی: Charata) یک منطقهٔ مسکونی در آرژانتین است که در Chacabuco Department واقع شده‌است. چاراتا ۲۶٬۴۹۷ نفر جمعیت دارد و ۸۵ متر بالاتر از سطح دریا واقع شده‌است.